# Puijila darwini
Puijila darwini (Пуйїла Дарвина) — єдиний вид ссавців викопного роду Puijila підряду псовидих (Caniformia). Названо на честь Чарльза Дарвина, родина назва від слова мовою інуктитут — «молодий морський ссавець». Мешкав наприкінці олігоцену і на початку міоцену (24—21 млн років тому). Спочатку було віднесено до ряду ластоногих, 2010 року — до ряду хижих. 2014 року визначено як члена родини Куницеві.
Розглядається як еволюційний ланцюг між куницевими і тюленевими, що довів молекулярний аналіз. Морфологічно передує роду Enaliarctos.

## Опис

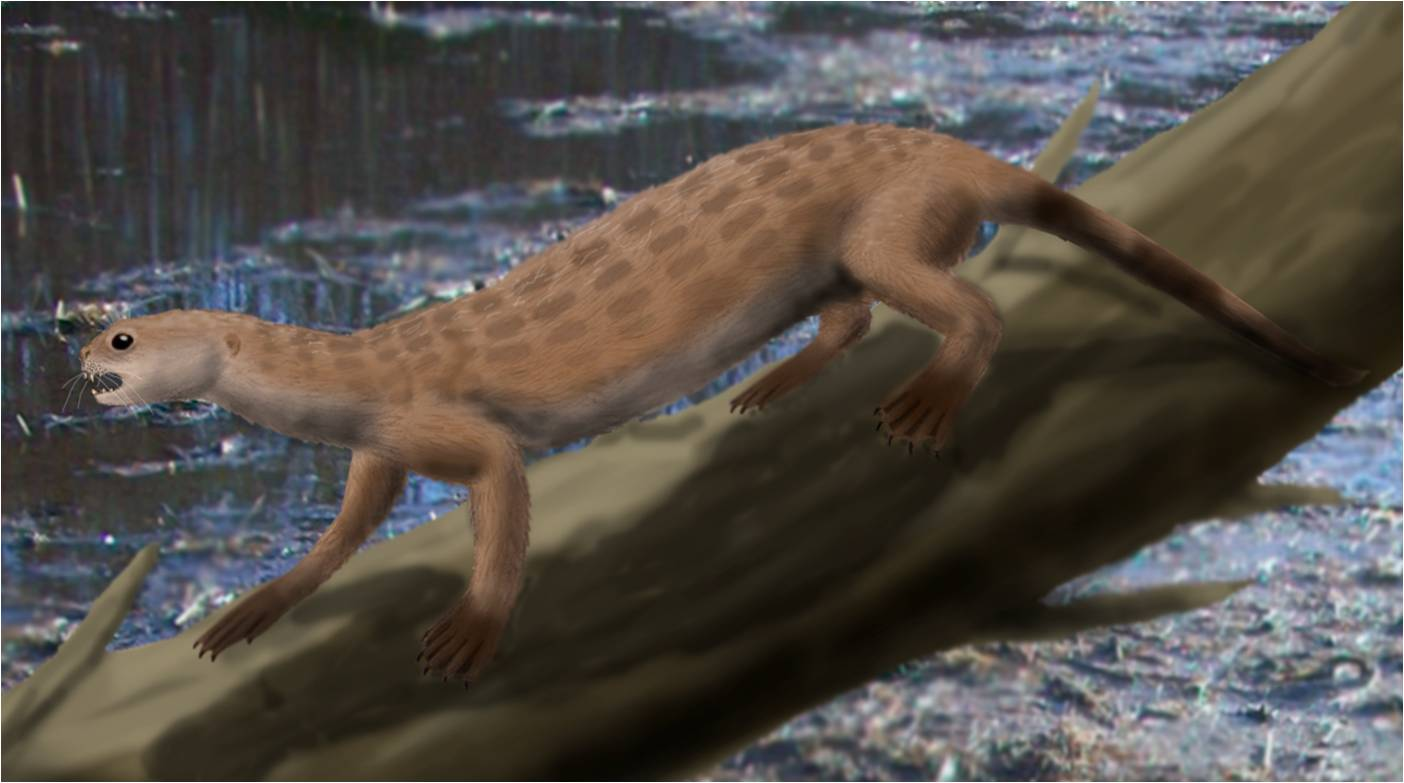
Художня реконструкція Puijila darwini

Завдовжки був 1—1,1 м. Мав 4 лапи. Вони, особливо передні, були доволі великими. Хвіст був не дуже сильним. Кінцівки були пристосовані до наземного способу життя, разом з тим були в наявності міжпальцеві перетинки для плавання, але ластів не було. Череп і зуби дуже схожі на череп і зуби сучасного тюленя. Формою тіла нагадував представників видрових. Хвіст був доволі довгим.

## Спосіб життя
Ця тварина більшу частину життя проводила на суходолі. Доволі добре плавала. Живилася рибою і невеличкими тваринами.

## Розповсюдження
Єдині рештки було знайдено в арктичній частині Канади — на острові Девон.